# Leonor Watling
Pour les articles homonymes, voir Watling.
Leonor Watling est une actrice et chanteuse espagnole née le 28 juillet 1975 à Madrid, Espagne.

## Vie privée
Courant 2006, la presse espagnole soutenait qu'elle entretenait une relation avec Pablo Puyol alias Pedro Salvadore de la série Un, dos, tres.

## Filmographie

### Cinéma
- 1993 : Jardines colgantes de Pablo Llorca : Greta
- 1997 : Sueños de sal de Gloria Núñez : Elena
- 1997 : Un solo de cello de Daniel Cebrián
- 1998 : Grandes ocasiones de Felipe Vega : Bárbara
- 1998 : El nacimiento de un imperio, Court métrage de José Maria Borrell : Dependienta
- 1998 : La primera noche de mi vida de Miguel Albaladejo : Paloma
- 1998 : Todas hieren de Pablo Llorca : Beatriz
- 1998 : La hora de los valientes de Antonio Mercero : Carmen
- 1999 : No respires: El amor está en el aire de Joan Potau : Muriel
- 2000 : Llombai de Verónica Cerdán Molina : Lola
- 2000 : El figurante de Rómulo Aguillaume : Colette / Elvira
- 2001 : La espalda de Dios de Pablo Llorca : Une prostituée
- 2001 : Son de mar de Bigas Luna : Martina
- 2002 : Ma mère préfère les femmes (surtout les jeunes...) (A mi madre le gustan las mujeres) d'Inés París et Daniela Fejerman : Elvira
- 2002 : Parle avec elle (Hable con ella) de Pedro Almodóvar : Alicia
- 2002 : Deseo de Gerardo Vera : Elvira
- 2003 : Ma vie sans moi (Mi vida sin mi ou My Life Without Me) de Isabel Coixet : Ann, la voisine
- 2003 : En la ciudad de Cesc Gay : Cristina
- 2003 : El elefante del rey de Víctor García León : María Ceballos
- 2003 : Mauvais esprit de Patrick Alessandrin : Carmen
- 2004 : La Mauvaise Éducation (La Mala Educación) de Pedro Almodóvar : Mónica (non créditée)
- 2004 : Investigations (Crónicas) de Sebastián Cordero : Marisa Iturralde
- 2004 : Inconscientes de Joaquín Oristrell : Alma
- 2005 : The Secret Life of Words de Isabel Coixet : La femme de l'ami de Josef
- 2005 : Malas temporadas de Manuel Martín Cuenca : Laura
- 2006 : Tirant le Blanc (Tirante el Blanco) de Vicente Aranda : Placer De Mi Vida (Plaisirdemavie)
- 2006 : Paris, je t'aime (segment "Bastille" de Isabel Coixet) : La maîtresse
- 2006 : Salvador (Puig Antich) de Manuel Huerga : Cuca
- 2007 : Teresa, el cuerpo de Cristo de Ray Loriga : Doña Guiomar de Ulloa
- 2008 : Crimes à Oxford (The Oxford Murders), de Álex de la Iglesia : Lorna
- 2008 : Lezione 21 de Alessandro Baricco : Marta
- 2010 : Magic Journey to Africa de Jordi Llompart : Fée
- 2010 : Lope de Andrucha Waddington : Isabel
- 2011 : Lo mejor de Eva (Dark Impulse) de Mariano Barroso : Eva
- 2012 : If I Were You : Lucy
- 2012 : Les Hommes ! De quoi parlent-ils ? (Una pistola en cada mano) de Cesc Gay : Sara
- 2013 : The Food Guide to Love : Bibiana
- 2015 : La Résurrection du Christ de Kevin Reynolds
- 2017 : Muse (Musa) de Jaume Balagueró : Lidia Garetti

### Télévision
- 1992-1993 : Farmacia de guardia (série télévisée) : Fille - conférence
- 1994-1996 : Hermanos de leche (série télévisée) : Cris
- 1997-1998 : Querido Maestro (série télévisée) : Silvia
- 1999 : La chevauchée des héros (Outlaw Justice) (Téléfilm) : Claire
- 1999 : Petra Delicado (série télévisée) : Emma
- 2000 : Raquel busca su sitio (série télévisée) : Raquel
- 2006 : La Chambre du fils (Películas para no dormir : La Habitacion del Nino) d'Alex de la Iglesia (Téléfilm) : Sonia
- 2020 : Permis de vivre (série télévisée diffusée sur Netflix) : Berta Moliner
- 2021 : La Templanza (série télévisée diffusée sur Amazon) : Soleda Montalvo

## Discographie

### Avec Marlango
- Marlango (2004)
- Automatic Imperfection (2005)
- Automatic Imperfection (Special edition) (2006)
- Selection (2007)
- The Electrical Morning (2007)
- Life In The Treehouse (2010)

### Collaborations
- Miguel Bosé - Duo : Este mundo va sur l'album Papito
- Jorge Drexler - Choriste dans El otro engranaje sur l'album 12 segundos de oscuridad
- Diego Vasallo - Choriste dans La vida mata sur l'album Los abismos cotidianos
- Fito Páez - Duo : Pétalo de sal et Creo sur l'album No sé si es Baires o Madrid
- Jorge Drexler - Duo : Toque de queda sur l'album Amar la trama